# Chissioua Mtsamboro
Chissioua Mtsamboro, ranije poznat kao otočić M'Tsamboro, francuski je otok smješten u oto;ju Mayotte, u Indijskom oceanu. Nalazi se sjeverno od otočja Choazil, odmah uz obalu kod grada Mtsamboroa. Ovaj dio vode poznat je kao Prolaz Zamburu, dio Mozambičkog kanala. Chissiou Mtsamboro je planinski otok koji se prostire na 2,6 km². Na jugozapadu otoka se nalazi pla\a, glavno naselje i brojne kolibe razasute duž plaže. Njegova najviša točka doseže nadmorsku visinu od 273 metra. 